# Santaliestra y San Quílez
Santaliestra y San Quílez é um município da Espanha na província de Huesca, comunidade autónoma de Aragão, de área 23,42 km² com população de 102 habitantes (2004) e densidade populacional de 4,36 hab/km².

## Demografia
| Variação demográfica do município entre 1991 e 2004 | Variação demográfica do município entre 1991 e 2004 | Variação demográfica do município entre 1991 e 2004 | Variação demográfica do município entre 1991 e 2004 |
| --------------------------------------------------- | --------------------------------------------------- | --------------------------------------------------- | --------------------------------------------------- |
| 1991                                                | 1996                                                | 2001                                                | 2004                                                |
| 105                                                 | 101                                                 | 123                                                 | 102                                                 |